# Violeta Barrios de Chamorro

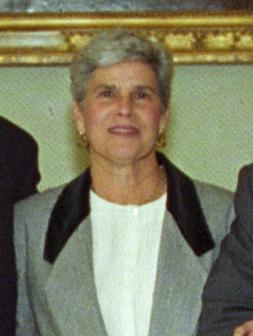
Violeta Barrios de Chamorro (1993)

Violeta Barrios de Chamorro (* 18. Oktober 1929 in Rivas, Nicaragua; † 14. Juni 2025 in Costa Rica) war eine nicaraguanische Politikerin und Publizistin und von 1990 bis 1997 Präsidentin von Nicaragua.

## Leben

### Herkunft und Privatleben
Violeta Chamorro wuchs auf einer Rinderfarm auf und ging in den USA zur Schule, wo sie Sekretärinnenkurse besuchte. Nach dem Tod ihres Vaters kehrte sie nach Nicaragua zurück, wo sie 1950 Pedro Chamorro heiratete. 1952 wurde Pedro Chamorro Herausgeber der Zeitung La Prensa. 1957 wurde er in den Süden Nicaraguas verbannt. Seine Frau folgte ihm, und sie flohen nach Costa Rica. Pedro Chamorro kehrte 1960 nach einem Amnestieerlass in die Heimat zurück und setzte dort seine Tätigkeit als Zeitungsverleger fort. 1978 ermordeten ihn die Somoza-Milizionäre der Guardia Nacional de Nicaragua.
Violeta Chamorro hatte mehrere Kinder. Ihre Tochter Cristiana Chamorro versuchte bei der Präsidentschaftswahl im November 2021 gegen Daniel Ortega zu kandidieren und wurde daraufhin im März 2022 von der Ortega-Diktatur zu einer achtjährigen Haftstrafe verurteilt.

### Redakteurin
Pedro Chamorros Tod veranlasste große Teile der Opposition, den Kampf der sandinistischen Befreiungsfront FSLN gegen Somoza zu unterstützen. Der Guerillakrieg entwickelte sich zu einem allgemeinen Volksaufstand. Im Juli 1979, nach dem Erfolg der Revolution, gehörte Violeta Chamorro der fünfköpfigen „Junta des nationalen Wiederaufbaus“ an. Aus Enttäuschung über den diktatorischen Kurs der Sandinisten schied sie schon am 18. April 1980 wieder aus. Unter Violeta Chamorros Leitung wurde die liberale Zeitung La Prensa zur größten Zeitung Nicaraguas und zum wichtigsten Sprachrohr der Opposition im Kampf gegen die Sandinisten.

### Präsidentin
Am 25. Februar 1990 setzte sich Violeta Chamorro als Kandidatin des antisandinistischen, durch die USA auf breiter Basis unterstützten Parteienbündnisses „Unión Nacional Opositora“ (UNO) mit 54,7 Prozent der Stimmen gegen den sandinistischen Staatschef Daniel Ortega durch. Die Frankfurter Allgemeine Zeitung bescheinigte ihr im Februar 1992, dass sie und ihr Kabinett innerhalb von zwei Jahren Erstaunliches geleistet hätten, z. B. die Kreditwürdigkeit ihres Landes in kürzester Zeit wiederherzustellen. Auch beim Abbau der fast 100.000 Mann starken sandinistischen Streitkräfte und der Demobilisierung der Ende 1989 noch fast 20.000 Mann starken Truppe des Widerstandes („Contras“) war die Regierung erfolgreich. Die gewaltige Inflation wurde von ihr beendet und sie führte die Marktwirtschaft wieder ein. 1996 durfte sie nach einer sechsjährigen Amtszeit nicht mehr kandidieren.

## Letzte Jahre und Tod
Im Oktober 2023 verließ Chamorro Nicaragua und lebte seitdem in Costa Rica, wo sie 2025 starb. Nach ihrem Tod teilte die Familie mit: „Ihre sterblichen Überreste werden vorübergehend in San José, Costa Rica, beigesetzt, bis Nicaragua wieder eine Republik wird und ihr patriotisches Vermächtnis in einem freien und demokratischen Land gewürdigt werden kann“.